# 柴生進
柴生 進（しばお すすむ、1940年（昭和15年）8月18日 - 2018年（平成30年）9月17日）は、津名郡津名町（現淡路市）出身の日本の政治家。元兵庫県川西市長（4期）。

## 経歴
1958年兵庫県立津名高等学校、1962年大阪教育大学卒業。
川西市市議会議員2期、兵庫県議会議員（川西市川辺郡選挙区）2期務めた後、汚職事件などで混乱する川西市政を収拾し立て直すため1990年に市長選に立候補し当選。全国都市再開発サミットの会長を務めた。人徳の人と呼ばれ、4期16年に渡り「穏やかな川西市作り」に励んだ。